# Mitja Marató de Terrassa
La Mitja Marató de Terrassa és una prova atlètica en format de mitja marató que se celebra anualment a Terrassa des de l'any 2000.
La Mitja Marató de Terrassa està organitzada per l'Associació Esportiva Mitja Marató de Terrassa (AEMMT), que promou l'organització d'aquesta emblemàtica prova a més d'altres manifestacions atlètiques. La primera edició d'aquesta mitja marató, que té un recorregut 100% urbà que transcórrer al llarg dels 21,097 km per diversos carrers de la ciutat de Terrassa, tingué lloc el mes d'abril de l'any 2000. L'any 2001 també al mes d'abril, i va esdevenir Campionat de Catalunya Absolut de Mitja Marató. A partir de la tercera edició, l'any 2002, la Mitja Marató de Terrassa va passar a celebrar-se durant el mes de gener, d'acord amb el calendari de la Federació Catalana d'Atletisme. La Mitja Marató s'ha convertit en una prova tradicional de Terrassa, amb una participació d'uns 3.000 participants. En les darreres edicions, els organitzadors han apostat per la internacionalització de la cursa, que ha cercat la participació d'atletes europeus i africans de primer nivell.
Des de l'any 2006, l'associació promotora de la Mitja Marató, per tal de facilitar la participació en una cursa amb menys exigència que una mitja marató i oferir una prova encara més participativa, organitza també, en paral·lel a la Mitja Marató, l'anomenada 'Cursa 'Santi Centelles', una cursa popular de 5 Km. A banda d'aquestes dues curses que se celebren la mateixa data, l'organització Mitja Marató de Terrassa també és la responsable de l'organització d'altres proves atlètiques, com la 'Cursa de les Dones' que se celebra des de l'any 2015 i que des del 2022 s'anomena 'Cursa Fanny Sallés de les dones' en reconeixement de Fanny Sallés la primera dona periodista esportiva de la ciutat, la 'Cursa de Festa Major de Terrassa' que se celebra des de l'any 1980, o la 'Cursa atlètica popular de Ca n'Anglada'.

## Enllaos externs
- Mitja Marató de Terrassa